# Lutas nos Jogos da Commonwealth de 2018
As lutas nos Jogos da Commonwealth de 2018 foram realizadas no Centro de Esportes e Lazer Carrara em Gold Coast, na Austrália, entre 12 e 14 de abril. Doze eventos de luta livre foram disputados, sendo seis de cada gênero e duas categorias a menos com relação a edição anterior, em Glasgow.

## Medalhistas

### Luta livre
Masculino
| Evento              | Ouro                             | Prata                            | Bronze                                                      |
| Até 57 kg detalhes  | Rahul Aware IND Índia            | Steven Takahashi CAN Canadá      | Ebikewenimo Welson NGR Nigéria Muhammad Bilal PAK Paquistão |
| Até 65 kg detalhes  | Bajrang Punia IND Índia          | Kane Charig WAL País de Gales    | Charlie Bowling ENG Inglaterra Amas Daniel NGR Nigéria      |
| Até 74 kg detalhes  | Sushil Kumar IND Índia           | Johannes Botha RSA África do Sul | Curtis Dodge WAL País de Gales Jevon Balfour CAN Canadá     |
| Até 86 kg detalhes  | Muhammad Inam PAK Paquistão      | Melvin Bibo NGR Nigéria          | Syerus Eslami ENG Inglaterra Somveer Kadian IND Índia       |
| Até 97 kg detalhes  | Martin Erasmus RSA África do Sul | Mausam Khatri IND Índia          | Alexios Kaouslidis CYP Chipre Jordan Steen CAN Canadá       |
| Até 125 kg detalhes | Sumit Malik IND Índia            | Korey Jarvis CAN Canadá          | Tayab Raza PAK Paquistão                                    |

Feminino
| Evento             | Ouro                           | Prata                          | Bronze                                                   |
| Até 50 kg detalhes | Vinesh Phogat IND Índia        | Jessica MacDonald CAN Canadá   | não atribuída                                            |
| Até 53 kg detalhes | Diana Weicker CAN Canadá       | Babita Kumari IND Índia        | Bose Samuel NGR Nigéria                                  |
| Até 57 kg detalhes | Odunayo Adekuoroye NGR Nigéria | Pooja Dhanda IND Índia         | Emily Schaefer CAN Canadá                                |
| Até 62 kg detalhes | Aminat Adeniyi NGR Nigéria     | Michelle Fazzari CAN Canadá    | Sakshi Malik IND Índia                                   |
| Até 68 kg detalhes | Blessing Oborududu NGR Nigéria | Danielle Lappage CAN Canadá    | Divya Kakran IND Índia                                   |
| Até 76 kg detalhes | Erica Wiebe CAN Canadá         | Blessing Onyebuchi NGR Nigéria | Georgia Nelthorpe ENG Inglaterra Kiran Bishnoi IND Índia |

## Quadro de medalhas
| Ordem | País          | Medalha de ouro | Medalha de prata | Medalha de bronze | Total |
| ----- | ------------- | --------------- | ---------------- | ----------------- | ----- |
| 1     | Índia         | 5               | 3                | 4                 | 12    |
| 2     | Nigéria       | 3               | 2                | 3                 | 8     |
| 3     | Canadá        | 2               | 5                | 3                 | 10    |
| 4     | África do Sul | 1               | 1                |                   | 2     |
| 5     | Paquistão     | 1               |                  | 2                 | 3     |
| 6     | País de Gales |                 | 1                | 1                 | 2     |
| 7     | Inglaterra    |                 |                  | 3                 | 3     |
| 8     | Chipre        |                 |                  | 1                 | 1     |
| TOTAL | TOTAL         | 12              | 12               | 17                | 41    |